# Jogi norma
A jogtudományban a jogi norma a jog elemi alapegysége, jogi parancs, amely modellszerűen, szerkezetileg három részből áll, a tényállásból, a diszpozícióból, illetve a jogkövetkezményből, azonban a büntetőjogban a hipotézis és a diszpozíció általában egybeolvad, ezért ott a norma elemének csak a diszpozíciót és a jogkövetkezményt tekintjük. A közigazgatási jogi normák általában nem önállóak abban az értelemben, hogy általában szerkezetileg nem tartalmazzák mindhárom fő elemet.
A jogi normákat a jogszabályok tartalmazzák, a jogszabályokból ismerhetők meg.

## Részei

### Tényállás
A tényállás vagy hipotézis azon jelenségek, tények, körülmények összességét jelenti, amelyek beállása esetére a jogszabály meghatározott emberi magatartás tanúsítását írja elő.

### Diszpozíció
A diszpozíció vagy rendelkezés írja elő azt a követendő magatartást, amelyet a tényállás elemeinek megvalósulása esetén a jogalanyoknak tanúsítaniuk kell.

### Jogkövetkezmény
A jogkövetkezmény a diszpozícióban foglaltak teljesítése esetén joghatás, ellenkező esetben joghátrány.